# Strovlés
Strovlés, en grec moderne : Στροβλές, est un village du dème de Kissamos, dans le district régional de La Canée, de la Crète, en Grèce. Selon le recensement de 2011, la population de Strovlés compte 44 habitants. Le village est situé à une altitude de 450 m et à une distance de 55 km de La Canée.

## Recensements de la population
| Recensements | 1900 | 1920 | 1928 | 1940 | 1951 | 1961 | 1971 | 1981 | 1991 | 2001 | 2011 |
| ------------ | ---- | ---- | ---- | ---- | ---- | ---- | ---- | ---- | ---- | ---- | ---- |
| Population   | 161  | 137  | 162  | 233  | 170  | 168  | 159  | 136  |      | 117  | 44   |